# Weekend (canção de Eddie Cochran)
"Weekend" é uma música de Eddie Cochran realizada em 1959 escrita por Doree Post e Bill.

## Antecendentes
A canção foi lançada postumamente como single no Reino Unido pela London Records como 45-HLG 9362 em junho de 1961 e subiu para o número 15 nas paradas.  Nos EUA foi lançado pela Liberty Records como 55389 em dezembro de 1961 e não entrou nas paradas.

## Compositores
- Eddie Cochran - vocal e guitarra
- Conrad "Guybo" Smith ou Dave Shriver - baixo elétrico
- Gene Riggio - bateria[4]

## Desemprenho Gráfico
| Gráfico (1960)   | Maior posção |
| ---------------- | ------------ |
| UK Singles Chart | 15           |

## Versões Cover
A canção foi regravada em 1968 pelo The Move e aparece em seu álbum homônimo. A canção também foi gravada por Bobby Vee em 1965, Showaddywaddy em 1981, Alvin Stardust em 1982, Teenage Head em 1985 e Darrel Higham em 2004.